# Hugo de Vries

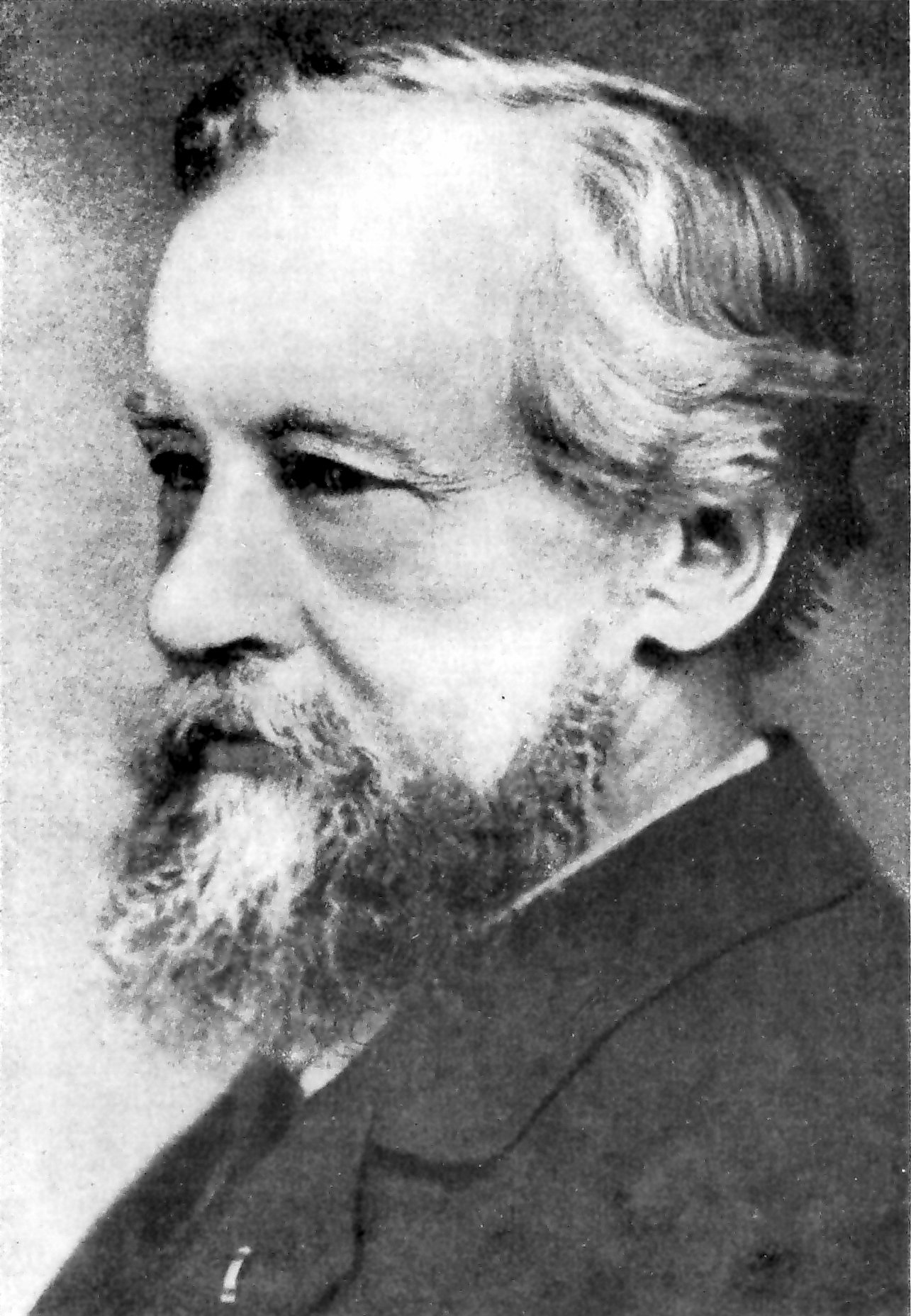
Hugo de Vries

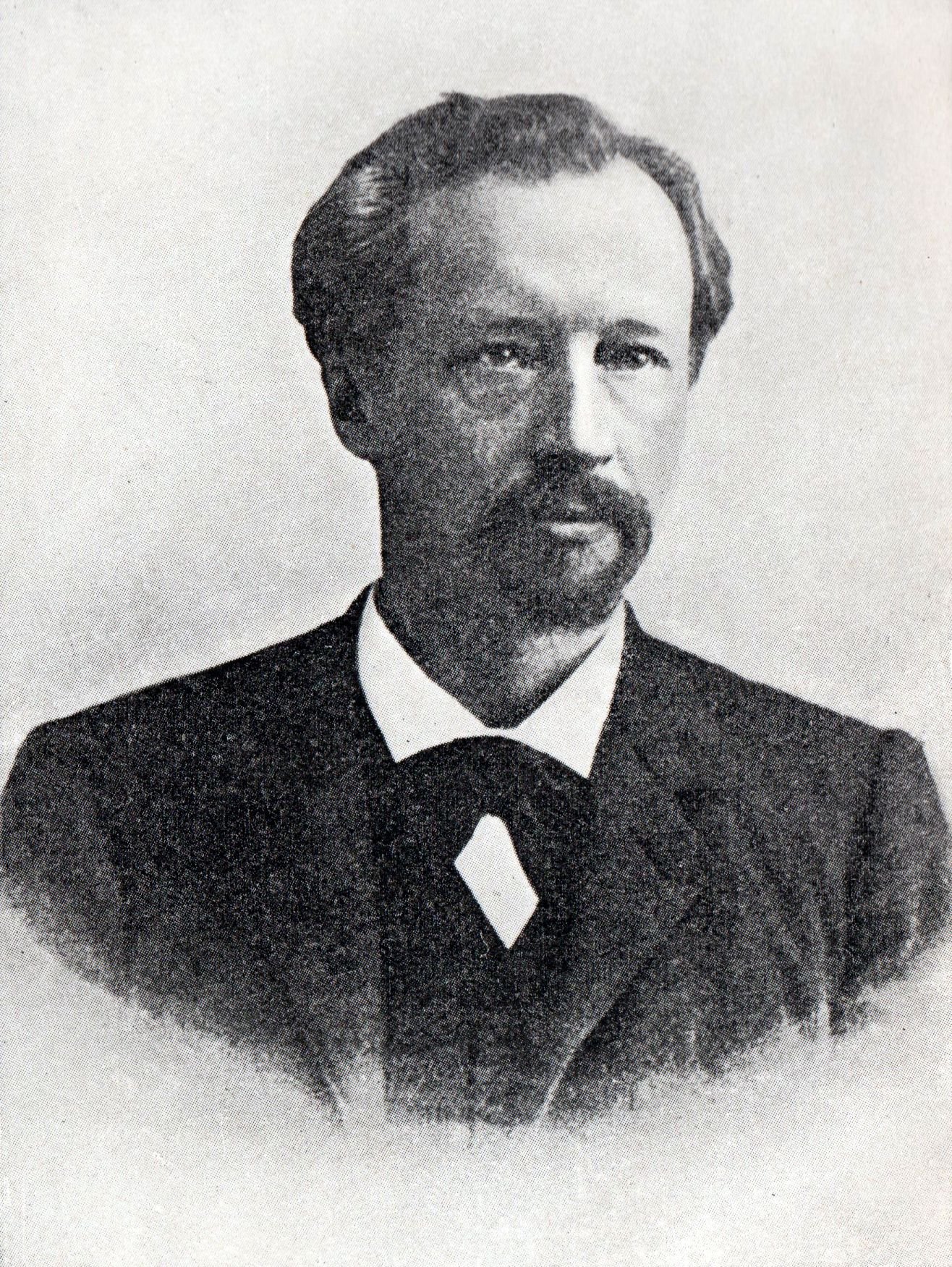
Hugo de Vries

Hugo Marie de Vries (* 16. Februar 1848 in Haarlem; † 21. Mai 1935 in Lunteren) war ein niederländischer Biologe und einer der Bestätiger bzw. Wiederentdecker der von Gregor Mendel aufgestellten Mendelschen Regeln. Mit seinen 1901 und 1903 erschienenen Schriften zur Mutationstheorie gab er der Evolutionsforschung neue Impulse. Sein offizielles botanisches Autorenkürzel lautet „de Vries“.
Die Forschungsschwerpunkte von de Vries lagen in experimenteller Pflanzenphysiologie und Evolutionsforschung. Er beschäftigte sich mit der Atmung der Pflanzen, mit insekteninduzierter Gallenbildung und über viele Jahre hinweg mit Osmose. Damit legte er die Basis für die Disziplingründung der Physikochemie.

## Leben
Hugo de Vries entstammte einer angesehenen holländischen Familie. Sein Vater Gerrit de Vries war Justizminister unter Wilhelm III.; seine Mutter Maria Ereardina war die Tochter von Caspar Reuvens, dem ersten Professor für Archäologie an der Universität Leiden.
Hugo de Vries zeigte sehr früh eine große Leidenschaft für Botanik, sodass er bereits zu Beginn seines Biologiestudiums 1866 ein vollständiges Herbarium der niederländischen Flora besaß. Die Universität Leiden, an der er studierte, war zu diesem Zeitpunkt eher auf Pflanzenmorphologie ausgerichtet, während de Vries sich bereits zu diesem Zeitpunkt für physiologische Pflanzenuntersuchungen interessierte. Um dieses Defizit auszugleichen, errichtete er in seinem Elternhaus ein entsprechendes Laboratorium. Auch seine Promotion Über den Einfluss der Temperatur auf die Lebenserscheinungen der Pflanzen, die er 1870 abschloss, hatte physiologische Untersuchungen zum Thema.
An seine Promotion schloss sich ein kurzes Aufbaustudium in Heidelberg bei dem Botaniker Wilhelm Hofmeister und ein Aufenthalt bei Julius Sachs, dem Begründer der experimentellen Pflanzenphysiologie in Würzburg, an. Aus finanziellen Gründen nahm er dann eine Stelle als Lehrer für Naturgeschichte in Amsterdam an und verbrachte in den folgenden Jahren nur die lehrfreie Zeit im Sommer bei Sachs. Dieser verschaffte ihm 1875 ein zweijähriges Stipendium in Würzburg, währenddessen er unter anderem über die Osmose in Pflanzenzellen forschte. Seine Forschungsarbeit Über die mechanischen Ursachen der Zellstreckung wurde als Habilitationsschrift anerkannt. Nachdem er kurze Zeit als Lektor für Pflanzenphysiologie an der neu gegründeten Universität Amsterdam gelehrt hatte, wurde er 1878 dort zum außerordentlichen Professor für Pflanzenphysiologie berufen. 1881 wurde er Ordinarius, und in dieser Stellung blieb er bis zu seiner Emeritierung 1918. Von 1885 bis 1918 war er zudem Direktor des Botanischen Gartens Amsterdam.

## Werk

### Pflanzenphysiologie
De Vries war zunächst lange Zeit auf dem neuen Gebiet der experimentellen Pflanzenphysiologie tätig, wobei er sich besonders mit der Osmose bei Pflanzen befasste. Es war bekannt, dass sich bei Pflanzenzellen unter der Einwirkung von Salzlösungen der Protoplast zusammenzieht und von der Zellwand ablöst (Plasmolyse). De Vries stellte fest, dass die Zelle dabei nicht abstirbt und der Prozess reversibel ist. Dabei entwickelte er die Vorstellung, dass der Protoplast von einer semipermeablen Membran umgeben ist, die Wasser durchlässt, aber die meisten gelösten Stoffe nicht.

### Mendelsche Gesetze
Hugo de Vries veröffentlichte seine „Neuentdeckung“ der Mendelschen Gesetze in drei Arbeiten im Jahr 1900, zuerst in einer Note für die Pariser Akademie, vorgetragen am 26. März. Darin erwähnt er Mendel nicht, sondern erst in einer danach erschienenen französischen Arbeit und einer deutschsprachigen Veröffentlichung. Inzwischen war schon eine Veröffentlichung von Carl Correns (wie Hugo de Vries und Erich Tschermak-Seysenegg einer der weiteren „Neuentdecker“ bzw. Bestätiger von Mendels Gesetzen) erschienen, in der er Mendel erwähnte. In der französischen Arbeit schrieb de Vries, dass Mendels schöne Arbeit wenig bekannt und vergessen war und dass er selbst die wesentlichen Entdeckungen schon 1886 gefunden hatte, bevor er von Mendels Arbeit Kenntnis erhielt. Seine Erinnerungen, wie er auf Mendel aufmerksam wurde (über ein Buch von L. H. Bailey über Pflanzenzucht von 1895), sind aber fehlerhaft. Sein Nachfolger Stomps erzählte später, dass De Vries einen der Preprints von Mendel von 1865 aus dem Besitz von Martinus Willem Beijerinck sah, kurz bevor er 1900 seine Ergebnisse veröffentlichte. Das war zwischen Juli 1899 und März 1900. Hier setzte auch Kritik an dem Anspruch der unabhängigen Wiederentdeckung durch de Vries an (M. J. Kottler 1979, C. Zirkle 1968, M. Campbell 1980), wonach er vor 1900 keine klare Konzeptualisierung der {\displaystyle F_{2}}-Werte in der Form 3:1 hatte (Spaltungsregel) und damit auch keine Interpretation im Mendelschen Sinn (das geschah in seinen Schriften erst ab 1900). Zur gleichen Schlussfolgerung kamen Alain Corcos und Floyd Monaghan.
Der Aufsatz in den Comptes Rendus war auch die Quelle, aus der William Bateson in England auf die wiederentdeckten Mendelschen Gesetze aufmerksam wurde.

## Auszeichnungen und Ehrungen
1902 wurde er Socio Straniero der Accademia Nazionale dei Lincei in Rom, 1904 Mitglied der National Academy of Sciences und der Académie royale des Sciences, des Lettres et des Beaux-Arts de Belgique. 1905 wurde er als Foreign Member in die Royal Society gewählt, die ihm 1906 die Darwin-Medaille verlieh. 1910 wurde er Ehrenmitglied (Honorary Fellow) der Royal Society of Edinburgh. 1913 wurde er in die Académie des sciences in Paris und 1921 in die American Academy of Arts and Sciences gewählt. 1929 erhielt er die Linné-Medaille. Seit 1900 war er korrespondierendes Mitglied der Bayerischen und seit 1913 der Preußischen Akademie der Wissenschaften. 1924 wurde er korrespondierendes und 1932 Ehrenmitglied der damaligen Sowjetischen Akademie der Wissenschaften. 1933 wurde er zum Mitglied der Deutschen Akademie der Naturforscher Leopoldina gewählt. 1970 wurde ein Mondkrater nach ihm benannt.